# Damskoe tango
Damskoe tango (Дамское танго) è un film del 1983 diretto da Sulambek Mamilov.

## Trama
Il film racconta di una donna di nome Valentina, che dopo il matrimonio del figlio si è recata in paese e lì ha incontrato l'operaio Fёdor, di cui si è innamorata. Ma Fёdor, come si è scoperto, era sposato e aveva una figlia.